# Parc Nacional del Manú
El Parc Nacional del Manu és un espai natural protegit localitzat al sud-est del Perú, situat parcialment als departaments de Madre de Dios i Cusco, a les províncies de Manu i Paucartambo. Està inscrit a la llista del Patrimoni de la Humanitat des del 1987, i també està catalogat com a Reserva de la Biosfera.
Amb un territori d'1.909.800 ha (hectàrea o hectòmetre quadrat) es divideix en tres grans zones: el Parc Nacional, amb 1.532.806 ha, la Zona Reservada, amb 257 000 ha, i la Zona de Transició o Cultural, amb 120 000 ha.
Es considera l'indret amb la més gran diversitat d'ocells del planeta -en l'actualitat 1.025 espècies documentades- i arran d'això disposa del primer Bird Observatory d'Amèrica del Sud Arxivat 2020-11-08 a Wayback Machine..